# 도요촌 (이바라키현)
도요촌(豊村)은 이바라키현 쓰쿠바군에 일찍이 존재했던 촌이다. 현재의 쓰쿠바미라이시 남부에 해당한다.

## 역사
- 1889년 4월 1일 - 정촌제 시행에 수반해 쓰쿠바군 도요촌이 성립하였다.
- 1954년 7월 22일 - 미시마촌, 야이타촌, 오바리촌과 합병해 이나촌이 성립하여, 동일 도요촌은 폐지되었다.